# Romolo Remigi
Romolo Remigi (Tarcento, 23 maggio 1914 – Missaglia, 13 febbraio 1985) è stato un calciatore italiano, di ruolo attaccante.
Secondo fonti dell'epoca potrebbe aver segnato i quattro gol con cui la squadra dell'Aquila batté il Catanzaro il 6 gennaio 1935 nel campionato di Serie B 1934-1935.